# بيرلوز (إيطاليا)
بيرلوز أو بيرلو ( فالدوتان : Pèrlo ) هي بلدة وكومونا في منطقة وادي أوستا في شمال غرب إيطاليا. وكان عدد السكان من تعداد 2011 يبلغ 453 نسمة.

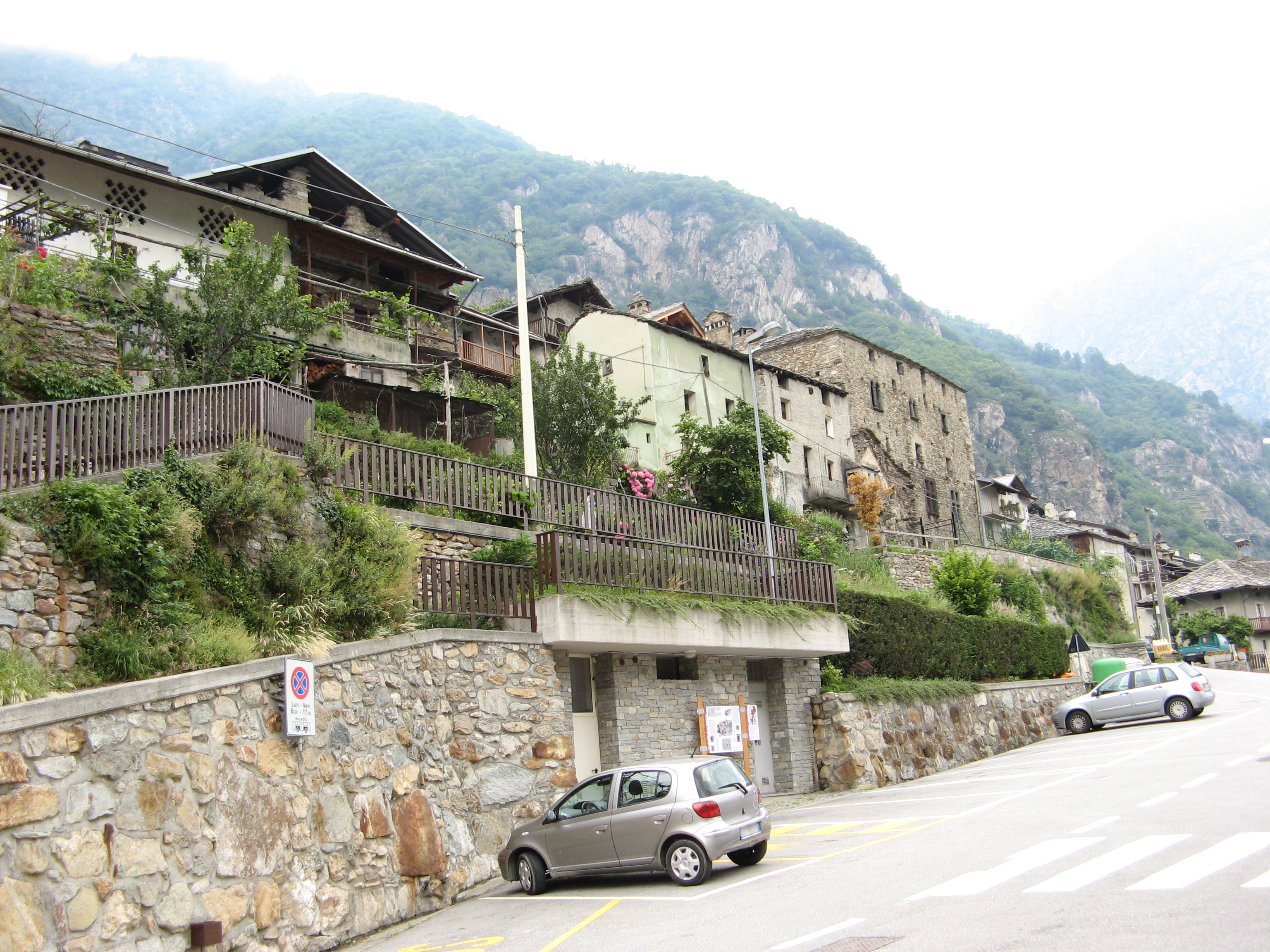
منظر لـ Plan-de-Brun.

## روابط خارجية
- بيرلوز، إيطاليا